# Armand Naudin
Pour les articles homonymes, voir Naudin.
Armand Naudin, né le 15 juillet 1869 à Charolles (Saône-et-Loire) et mort à Nice le 16 mars 1938, est un haut fonctionnaire français.

## Biographie
Son père est avoué.
- 1893-1894 : Doctorat en droit .
- 22 mars 1892 : Sous-lieutenant de réserve.
- 1892-1893 : Avocat à la cour d’appel de Grenoble.
- 1er septembre 1893 : Chef de cabinet de Doux, préfet des Hautes-Alpes.
- 1er février 1894 : Chef de cabinet de Doux, préfet du Tarn.
- 24 novembre 1894 : Secrétaire général du Tarn.
- 19 juillet 1898 : Secrétaire général de la Corrèze.
- 24 septembre 1900 : Sous-préfet de Tournon
- 3 novembre 1906 : Sous-préfet du Havre .
- 20 octobre 1911 : Préfet du Gers.
- 15 décembre 1917: Préfet du Cher
- 24 septembre 1918: Préfet du Nord .
- 9  juillet 1922 : Préfet de police de Paris.
- 2 août 1924 : Préfet de la Seine
- 15 septembre 1925 : Conseiller d’État.
- 17 novembre 1928 : Préfet de la Seine honoraire[2].

## Décorations
« Commandeur de la Légion d'honneur », base Léonore, ministère français de la Culture